# Eratóstenes Frazão
Eratóstenes Alves Frazão (Rio de Janeiro, 17 de janeiro de 1901 — 17 de abril de 1977) foi um compositor e jornalista brasileiro.
Filho do maestro Sebastião Alves Frazão, aprendeu flauta e violão a partir de doze anos, estudou teoria musical com Abdon Lira no Colégio Militar do Rio de Janeiro. Estudou depois na Escola de Medicina e Veterinária, mas optou pelo jornalismo, iniciando carreira no jornal O Paiz. Passou por diversos jornais no Rio de Janeiro até mudar-se para São Paulo em 1926, onde permaneceu alguns anos. Regressou ao Rio como cronista parlamentar, além de escrever nos jornais A Manhã, Crítica, A Noite, Gazeta de Notícias etc. Escreveu para teatro, mas foi com o parceiro Antonio Nássara que produziu dezenas de marchas carnavalescas.

## Referência
- Enciclopédia da Música Brasileira erudita-folclórica-popular /ART Editora ltda, SP,1977